# Гірськолижний спорт на зимових Олімпійських іграх 1998
Змагання з гірськолижного спорту на зимових Олімпійських іграх 1998 в Нагано проходили з 10 по 21 лютого. Змагання зі швидкісних дисциплін проводилися в Хакубі, а технічних — у Сіґа-Коґені. 

## Підсумки

### Таблиця медалей
| Місце | Країна          | Золото | Срібло | Бронза | Загалом |
| ----- | --------------- | ------ | ------ | ------ | ------- |
| 1     | Австрія (AUT)   | 3      | 4      | 4      | 11      |
| 2     | Німеччина (GER) | 3      | 1      | 2      | 6       |
| 3     | Норвегія (NOR)  | 1      | 3      | 0      | 4       |
| 4     | Італія (ITA)    | 1      | 1      | 0      | 2       |
| 5     | Франція (FRA)   | 1      | 0      | 1      | 2       |
| 6     | США (USA)       | 1      | 0      | 0      | 1       |
| 7     | Швейцарія (SUI) | 0      | 1      | 1      | 2       |
| 8     | Швеція (SWE)    | 0      | 1      | 0      | 1       |
| 9     | Австралія (AUS) | 0      | 0      | 1      | 1       |

### Чемпіони та медалісти
| Дисципліна                   | Золото                       | Срібло                                       | Бронза                           |
| Чоловіки: швидкісний спуск   | Жан-Люк Кретьє · Франція     | Лассе К'юс · Норвегія                        | Ганнес Трінкль · Австрія         |
| Чоловіки: супергігант        | Германн Маєр · Австрія       | Ганс Кнаус · Австрія · Дідьє Кюш · Швейцарія | не вручали                       |
| Чоловіки: гігантський слалом | Германн Маєр · Австрія       | Стефан Ебергартер · Австрія                  | Міхаель фон Грюніген · Швейцарія |
| Чоловіки: слалом             | Ганс Петтер Бурос · Норвегія | Уле Крістіан Фурусет · Норвегія              | Томас Сікора · Австрія           |
| Чоловіки: комбінація         | Маріо Райтер · Австрія       | Лассе К'юс · Норвегія                        | Крістіан Маєр · Австрія          |
| Жінки: швидкісний спуск      | Катя Зайцінгер · Німеччина   | Пернілла Віберг · Швеція                     | Флоранс Маснада · Франція        |
| Жінки: супергігант           | Пікабо Стріт · США           | Міхаела Дорфмайстер · Австрія                | Александра Майсснітцер · Австрія |
| Жінки: гігантський слалом    | Дебора Компаньоні · Італія   | Александра Майсснітцер · Австрія             | Катя Зайцінгер · Німеччина       |
| Жінки: слалом                | Гільде Герг · Німеччина      | Дебора Компаньоні · Італія                   | Залі Стегалл · Австралія         |
| Жінки: комбінація            | Катя Зайцінгер · Німеччина   | Мартіна Ертль · Німеччина                    | Гільде Герг · Німеччина          |